# Lac Southern
Pour les articles homonymes, voir Lac et Southern.
Circonscription électorale territoriale du Canada
Lac Southern est une ancienne circonscription électorale territoriale de l'Assemblée législative du Yukon, territoire du Canada.
Durant la redistribution de 2002, cette circonscription est créée par scission de la circonscription Ross-River-Southern-Lakes[réf. souhaitée].
Durant la redistribution électorale en 2009, Lac Southern s'est associé avec la circonscription voisine de Mount-Lorne afin de créer Mount-Lorne-Lac-Southern.

## Liste des députés
|  | 2002 - 2006 | Patrick Rouble | Parti du Yukon |
|  | 2006 - 2011 | Patrick Rouble | Parti du Yukon |